# Coupe d'Espagne de cyclisme sur route
La Coupe d'Espagne de cyclisme sur route (officiellement Copa de España de Ciclismo) est un classement créé en 2019 qui prend en compte les résultats d'une vingtaine de courses espagnoles tout au long de la saison. Les épreuves font obligatoirement parties de l'UCI World Tour ou de l'UCI Europe Tour et le classement est ouvert à tous les coureurs, sans limite de nationalité, membres de WorldTeam, d'équipe continentale professionnelle et d'équipe continentale. Il n'y a plus eu d'édition depuis 2022.
Une Coupe d'Espagne amateur existe depuis 1997.

## Attribution des points
Sur chaque course, les 20 premiers coureurs marquent des points et le coureur marquant le plus de points au total est désigné vainqueur de la Coupe d’Espagne.
Sur chaque course par étapes, les points sont attribués avec le barème suivant :
| Position | 1   | 2  | 3  | 4  | 5  | 6  | 7  | 8  | 9  | 10 | 11 | 12 | 13 | 14 | 15 | 16 | 17 | 18 | 19 | 20 |
| Points   | 100 | 90 | 80 | 70 | 60 | 55 | 50 | 45 | 40 | 35 | 30 | 25 | 20 | 15 | 10 | 8  | 6  | 4  | 2  | 1  |

Sur chaque course d'un jour, les points sont attribués avec le barème suivant :
| Position | 1  | 2  | 3  | 4  | 5  | 6 | 7 | 8 | 9 | 10 |
| Points   | 50 | 40 | 30 | 20 | 10 | 8 | 6 | 4 | 2 | 1  |

Lors du championnat d'Espagne, les points sont attribués avec le barème suivant :
| Position | 1  | 2  | 3  | 4  | 5  | 6  | 7  | 8  | 9  | 10 | 11 | 12 | 13 | 14 | 15 | 16 | 17 | 18 | 19 | 20 |
| Points   | 80 | 75 | 70 | 65 | 60 | 55 | 50 | 45 | 40 | 35 | 30 | 25 | 20 | 15 | 10 | 8  | 6  | 4  | 2  | 1  |

Lors de chaque étape, les points sont attribués avec le barème suivant :
| Position | 1  | 2  | 3 | 4 | 5 | 6 | 7 | 8 | 9 | 10 |
| Points   | 15 | 10 | 8 | 7 | 6 | 5 | 4 | 3 | 2 | 1  |

## Palmarès
| Année | Vainqueur          | Deuxième         | Troisième          |
| ----- | ------------------ | ---------------- | ------------------ |
| 2019  | Alejandro Valverde | Ion Izagirre     | Nairo Quintana     |
| 2020  | Alejandro Valverde | Enric Mas        | Marc Soler         |
| 2021  | Enric Mas          | David de la Cruz | Alejandro Valverde |